# Spartaco Marangoni
Spartaco Marangoni (Ceneselli, 9 gennaio 1924 – Mestre, 2 febbraio 2014) è stato un politico e partigiano italiano.

## Biografia
Militare nel Regio Esercito, a seguito dell'armistizio dell'8 settembre 1943, decide di aderire alla Resistenza nelle brigate Garibaldi.
Viene eletto nelle file del Partito Comunista Italiano alla Camera dei deputati nella II legislatura, restando in carica dal 1953 al 1958.
Nel 1970 viene eletto consigliere regionale in Veneto per il PCI, confermando il seggio anche alle elezioni del 1975. Conclude il mandato nel 1980.
Muore all'età di 90 anni, nel febbraio 2014.